# Chersonesia nicevillei
Chersonesia nicevillei är en fjärilsart som beskrevs av Martin 1895. Chersonesia nicevillei ingår i släktet Chersonesia och familjen praktfjärilar. Inga underarter finns listade i Catalogue of Life.